# Смидович, Викентий Игнатьевич
Викентий Игнатьевич Смидович (3 [15] сентября 1834, Каменец-Подольский — 15 [27] ноября 1894, Тула) — русский общественный деятель, врач. Отец писателя Викентия Вересаева.

## Биография
Викентий Смидович родился в 1834 году в Каменец-Подольском в семье польского дворянина Игнатия Михайловича Смидовича — участника польского восстания 1830—1831 годов. После смерти Викентия Игнатьевича мать будущего врача одна воспитывала четырёх сыновей — Карла, Людвига, Викентия и Владислава. Средств к существованию не было, поэтому Смидовичи переехали в Тульскую губернию — в село Тёплое, где жил родной брат Игнатия — помещик Викентий Михайлович Смидович, штабс-капитан в отставке.
В 1860 году Викентий Игнатьевич окончил медицинские курсы в Московском университете, приехал в Тулу и начал медицинскую практику. Был гласным Тульской городской думы. Женой Смидовича стала дворянка Елизавета Павловна Юницкая. Венчание состоялось в 1863 году в церкви Святых Петра и Павла. У Смидовичей родилось четыре сына и четыре дочери.
В 1894 году Викентий Игнатьевич заразился от больного сыпным тифом и умер 15 ноября. Историю своей болезни писал сам до последнего дня. Смидовича похоронили на Всехсвятском кладбище в Туле, в стороне от католического участка. Место захоронения неизвестно.

### Книги
- Краткий отчёт о деятельности Общества тульских врачей за 1879 год (Тула, 1880).
- Материалы для описания г. Тулы: Санитарный и экономический очерк (Тула, 1880); опубл. в кн.: [[М. В. Майоров]].
- История Тульского края в воспоминаниях и документах: редкие и труднодоступные тексты. Том I (Т.: Левша, 2009.— С. 218—253; Таблицы: с. 730—745).
- О влиянии местности и занятий на физические качества призывных Тульской губернии (Тула, 1881).
- В виду холеры: К сведению образованных людей (Тула, 1892).
- Вентиляция. Печи Собольщикова. Отопление и вентиляция Тульского кафедрального собора (Тула, 1893).
- Результаты однодневной переписи г. Тулы, произведённой 29 ноября 1891 года (Тула, 1894).

### Публикации
- О влиянии города на здоровье жителей // Здоровье.— 1879.— № 121. Задачи вентиляции // Здоровье.— 1880.— № 128.
- О насильственных и случайных смертях в Тульской губернии за 1879—1884 гг. сравнительно с другими губерниями Европейской России // Вестник судебной медицины.— 1887.— Март.
- Что такое холера и как с нею справиться // Чтение для народа (Т., 1885; 1892).